# Рододендрон крупнолистный
Рододе́ндрон крупноли́стный (лат. Rhododéndron macrophýllum) — вечнозелёный кустарник родом с запада Северной Америки, вид из подсекции Pontica секции Ponticum подрода Hymenanthes рода Рододендрон (Rhododendron) семейства Вересковые (Ericaceae).

## Ботаническое описание

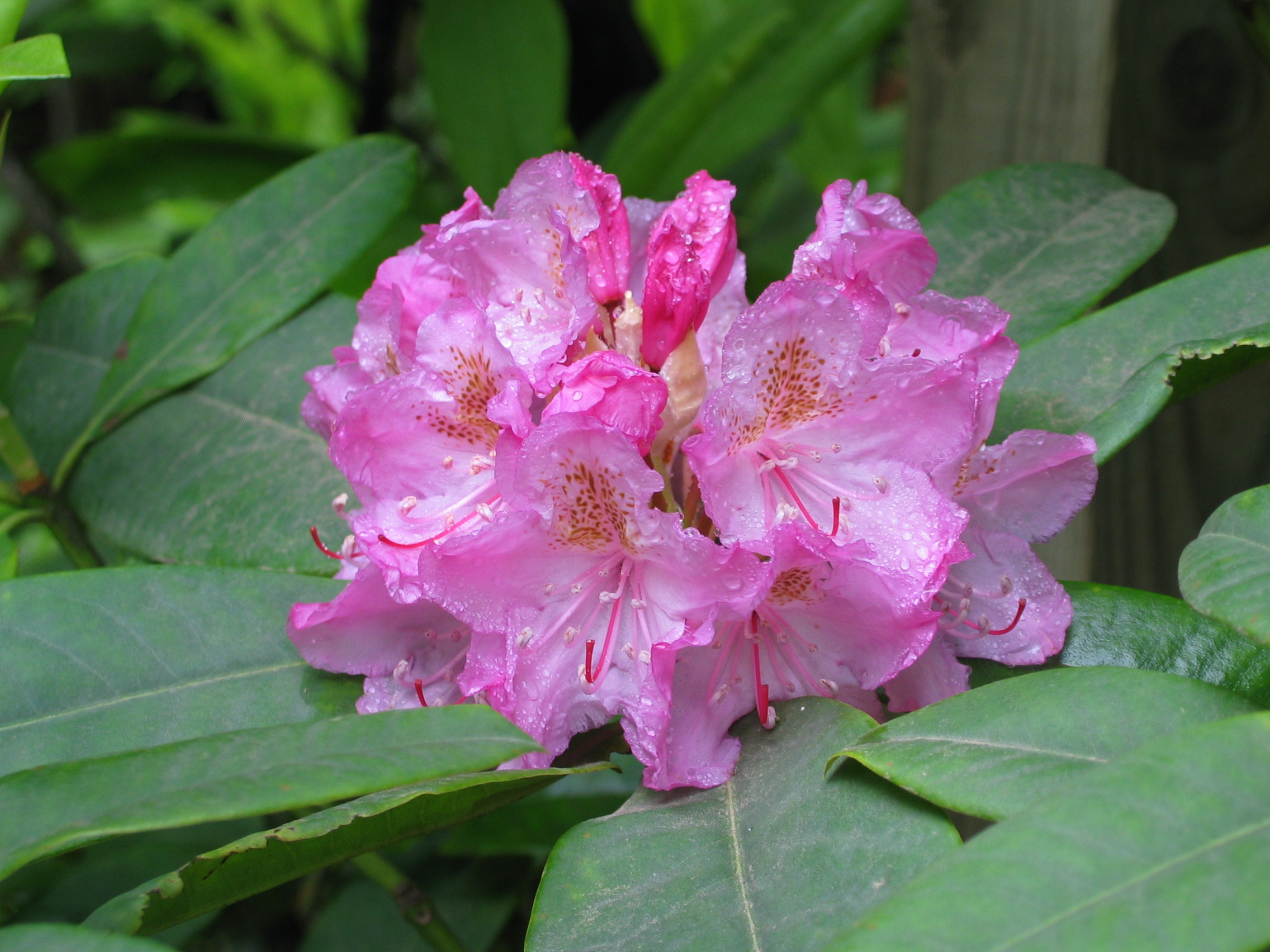
Соцветие рододендрона

Рододендрон крупнолистный — ветвистый вечнозелёный кустарник или небольшое дерево, не превышающее 4—5 м в высоту. Кора гладкая или продольно-бороздчатая, с возрастом растрескивающаяся. Молодые веточки нежелезисто-опушённые, быстро оголяющиеся. Листья яйцевидно-обратнояйцевидные до эллиптических, до 20 см длиной и до 7,5 см шириной, кожистые, с цельным краем, верхняя поверхность нежелезисто-опушённая, вскоре оголяющаяся, нижняя — обычно голая. Черешок листа голый.
Соцветие кистевидное, состоит из 10—20 цветков с заметным ароматом, распускающихся после появления листьев. Венчик колокольчатый, сростнолепестный, розовый, сиреневый или белый, верхний лепесток с зеленоватыми пятнышками. Чашечка голая, лишь по краю волосисто-опушённая. Тычинки до 3,5 см длиной, неравные, в числе 10. Пестик голый, завязь покрытая густым рыжеватым опушением.
Плод — коробочка 13—25×4—7 мм, покрытая ржавым опушением, с уплощёнными семенами коричневого цвета.
Число хромосом — 2n = 26.

## Ареал и экология
Рододендрон крупнолистный известен из западной части Северной Америки (от северной Калифорнии на юге до нескольких приграничных участков в Британской Колумбии на севере). Произрастает на равнинных прибрежных участках, по опушкам лесов.

## Таксономия

### Синонимы
- Azalea californica (Hook.) Kuntze, 1891
- Azalea macrophylla (D.Don ex G.Don) Kuntze, 1891
- Hymenanthes californica (Hook.) H.F.Copel., 1943
- Rhododendron californicum Hook., 1855
- Rhododendron californicum var. washingtonianum Zabel, 1899, nom. inval.

## В культуре
Рододендрон крупнолистный переносит понижения температуры до −21 °С
В условиях Нижегородской области относительно зимостоек, в суровые зимы подмерзают концы однолетних побегов. Сильно подвержен грибковым заболечаниям, что часто является причиной гибели растений.